# Martin Gertler
Martin Klemens Josef Gertler (* 31. Juli 1954 in Münster) ist ein deutscher Hochschullehrer und Medienproduzent.

## Leben
Martin Gertler wurde als jüngster Sohn von Alfred Gertler geboren. Er studierte Philosophie und Theologie an der PTH – Philosophisch-theologische Hochschule – der Kapuziner in Münster sowie an der Radboud-Universität Nimwegen, Niederlande. 1978 begann er noch als Student als freier TV-Journalist für ARD und ZDF zu arbeiten.
Am 1. Januar 1984 war er verantwortlicher Redakteur der ersten Privat-TV-Sendung in Deutschland beim EPF (Erste Private Fernsehgesellschaft mbH, getragen vom Verlag Die Rheinpfalz, Ludwigshafen). Seit 1986 arbeitete er als selbständiger Unternehmer in Münster (Tele Public GmbH) und Köln (Tele Vision GmbH).
1994 wurde Gertler vom Südwestfunk für den damaligen Premiere-Fernsehpreis nominiert. 1998 war er Jury-Mitglied für die Sparte Fiction beim 38. Internationalen Festival de Télévision de Monte-Carlo.
Nach seiner Promotion im Jahr 1999 an der Radboud-Universität Nimwegen wurde er Hochschullehrer, zunächst als Lehrbeauftragter an der Dekra-Medienakademie Rügen, der Hochschule der Medien Stuttgart und der Fachhochschule des Mittelstands Bielefeld. 2002 übernahm er die Professur für Medientheorie und Medienproduktion an der Rheinischen Fachhochschule Köln (RFH). Er leitete dort zunächst den Studiengang Medienwirtschaft (berufsbegleitend), danach baute er den Studiengang Mediendesign auf und leitete ihn von 2004 bis 2007.
Gertler leitete anschließend als Director of Academic Affairs an der Stenden Hogeschool in Leeuwarden (vormals CHN) die School of Graduate Studies (internationale Masterstudiengänge) und die Lectorate (angewandt forschende Lehrstühle an niederländischen Hogescholen). Von 2008 bis 2009 war er Professor für Kommunikationswissenschaft und Gründungsrektor der nach seinem Weggang wieder geschlossenen Hochschule mit Universitätsstatus Stenden University Berlin (SUB) sowie Geschäftsführer ihrer gemeinnützigen Trägergesellschaft. Danach nahm er seine Professur an der RFH wieder auf. Seit 2011 begleitet er zudem als Visiting Professor an der Graduate School Doktoranden der Universiteit voor Humanistiek in Utrecht.
Er engagiert sich ehrenamtlich als Stiftungsrat der Ruth-Pfau-Stiftung, als aktives Mitglied in der DAHW Deutsche Lepra- und Tuberkulosehilfe sowie als Vorstandsmitglied des Trägervereins von Kölncampus.

## Veröffentlichungen
- Forschen lernen – Tipps zum wissenschaftlichen Arbeiten. BoD, 4. Aufl., 2023. ISBN 9783750498600.
- Meaning-generating Propositions of Reality by Media – Quality Attributes and Functions of Journalism. In: Journal of Information, Communication & Ethics in Society. 11(1), 2013. doi:10.1108/14779961311304121.
- Partizipation und Mystagogie als Leistungsmerkmale der Regie: Grundkonzeption eines Fernsehformats. Grin, 2012, ISBN 978-3-656-30084-7.
- mit Mike Friedrichsen: Medien zwischen Ökonomie und Qualität: Medienethik als Instrument der Medienwirtschaft. Nomos, 2011, ISBN 978-3-8329-5400-0.
- Zwischen Ökonomie und Ethik: Zur Qualität in Theorie und Praxis des Journalismus. Grin, 2011, ISBN 978-3-640-93987-9.
- als Mit-Hrsg.: Kölner Akzente zum Mediendesign, 1. Books on Demand, 2007, ISBN 978-3-8370-1031-2.
- als Hrsg.: Kommunikation oder Unterhaltung? Aufgabenstellungen der Medien. Nomos, 2004, ISBN 3-8329-0698-3.
- Umsetzen statt Gestalten? TV-Formate und persönliche Kreativität. In: M. Krzeminski: Professionalität der Kommunikation. Medienberufe zwischen Auftrag und Autonomie. Halem, 2002, ISBN 3-931606-48-1.
- Wenig Feierlichkeit auf dem Bildschirm. In: P. Post u. a. (Hrsg.): Christian Feast and Festival: The Dynamics of Western Liturgy and Culture. Peeters Publishers, 2001, ISBN 90-429-1055-0.
- Unterwegs zu einer Fernsehgemeinde. KMI, 1998, ISBN 3-9806195-7-5.
- Richtungswechsel. Über einen Versuch, TV zu einem Kommunikationsmittel zu machen. In: L. Huth u. a. (Hrsg.): Zuschauerpost, ein Folgeproblem massenmedialer Kommunikation. Niemeyer Max Verlag, 1981, ISBN 3-484-34006-1.